# ウクライナ軍事組織
ウクライナ軍事組織（ウクライナぐんじそしき、Українська Військова Організація, УВО, ウクラインスカ・ビースコヴァ・オルハニザーツィア）とは、1920年8月3日、チェコスロヴァキアのプラハにて設立・結成された、ウクライナ・ハリチナ軍の将校率いるウクライナ人の地下組織である。1918年10月18日、イェヴヘーン・オメリャーノヴィチ・ペトルーシェヴィチを議長とするウクライナ国民評議会がリヴィウで設立され、西ウクライナ人民共和国(Західноукраїнська Народна Республіка)の樹立が宣言された。ウクライナ人民共和国軍の大佐、イェヴヘーン・ミハイロヴィチ・コノヴァーレツ(Євген Михайлович Коновалець)がこの組織団体の議長に選出された。
この組織団体は、自分たちの活動範囲について、当初はウクライナ国内におけるすべての土地（ルーマニアやチェコスロヴァキアを含む）に拡大することが計画されたが、実際の活動地域は、1919年以来ポーランドの統治下にあった東ハリチナ地方に限定された。この組織団体の活動は、妨害行為 (放火、電話および電信通信の損害)、爆破、財産の「収用」、政治家の暗殺であった。1922年の春、イェヴヘーン・コノヴァーレツはベルリンに向かい、ドイツの防諜機関である「アプヴェーア」のフリードリヒ・ゲンプと会談した。彼らは「ウクライナ軍事組織が諜報活動で収集した情報について、ドイツの諜報機関に全て教える」との契約を書面で交わした。これと引き換えに、アプヴェーアはウクライナ軍事組織に対して金銭を提供した。コノヴァーレツとその仲間たちの目的は、外国に亡命中のウクライナ人の民族主義勢力を団結させ、共通の敵であるソ連と戦うことにあった。
1929年1月28日から2月3日にかけて、第一回ウクライナ民族主義者国際会議がオーストリアで開催され、イェヴヘーン・コノヴァーレツがこの組織の議長に選出された。この会議を経て、ウクライナ人の民族主義者による共同統一組織「ウクライナ民族主義者組織」(Організація Українських Націоналістів)が結成された。「ウクライナ軍事組織」は「ウクライナ民族主義者組織」に統合されることとなり、イェヴヘーン・コノヴァーレツは1938年5月に暗殺されるまで組織の指導者を務めた。
ウクライナの国内外に存在する民族主義組織とウクライナ軍事組織とを統合した彼らは、ウクライナを占領する外国に対する地下闘争を開始した。1929年に発刊されたウクライナ軍事組織の小冊子には「テロリズムは自衛手段であるだけでなく、扇動の一形態でもあり、望むか否かに関係なく、敵味方の双方に等しく影響を与えるだろう」と記述されている。

## 背景
1919年、ポーランド・ウクライナ戦争の終結により、ポーランドは西ウクライナ人民共和国が主張していた領土の大部分を接収し、その残りの領土はソ連に接収された。
研究者の多くは、1920年代初頭のウクライナの民族主義組織の結成について、「1917年から1921年にかけてのウクライナ革命の敗北、ウクライナの国家資格の喪失、他の国々（ソ連、ポーランド、チェコスロヴァキア、ルーマニア）によるウクライナ民族の土地の分割に対する、ウクライナ社会における痛みを伴う反応として出現した」と考えている。
ウクライナ人民共和国軍大佐のイェヴヘーン・コノヴァーレツは、ポーランドとチェコスロヴァキアの領土内にて、ウクライナ人で構成された軍事部隊を編成し始めた。しかし、1920年11月、ウクライナ革命は崩壊し、ポーランドとロシアの間で休戦協定が締結された。ウクライナの国家資格は喪失し、ウクライナ西部の土地は、ポーランド、チェコスロヴァキア、ルーマニアに分割されることになる。
1920年7月30日、シーチ銃兵隊による会議がプラハで開催され、8月3日、「ウクライナ軍事組織」が設立され、コノヴァーレツはこの組織の指導者となった。「ウクライナの土地に、ウクライナ人のための国家を建設する」との目標が掲げられた。この組織団体の活動は、軍事規律の導入と個人テロリズム、将来の民族解放革命の利益に向けた妨害活動、諜報活動、破壊活動、ウクライナの国民国家復活のプロパガンダ、統一中央政府の確立にあった。1920年9月、ウクライナ軍事組織の初期の臨時機関がリヴィウで設立された。1921年7月20日、コノヴァーレツはリヴィウに戻り、ウクライナ陸軍士官学校の統率者となり、ウクライナ軍事組織の機関は再編された。
ウクライナ軍事組織は、元々はイェヴヘーン・オメリャーノヴィチ・ペトルーシェヴィチが統率しており、のちにイェヴヘーン・コノヴァーレツもこの組織に加入したが、両者の間で意見の激しい対立が生じ、関係が破綻したという。組織の結成者には、アンドリイ・アタナソヴィチ・メルヌィク、ロマン・キリロヴィチ・スシュコ、オメリャン・セーニクがいる。
ウクライナ軍事組織の構成員によれば、この組織の政治的目標は「『ウクライナを統一し、独立国家を建設する』という究極の目標を掲げ、ウクライナ国民の革命への情熱を高めるよう推進することである」という。組織が最初に出した公式文書では以下のように宣言している。「闘争は終わっていない！我々ウクライナ軍事組織は、闘争を継続する。キエフとリヴィウにおける敗北は終わりではなく、単なる一事件であり、ウクライナ国家に向けての革命への道における失敗の一つに過ぎない。我々の勝利は近いのだ」
第一次世界大戦の戦勝国は、トマス・ウッドロウ・ウィルソン(Thomas Woodrow Wilson)が1918年1月8日に提唱した「十四か条の平和原則」のうちの「民族自決の権利」を引き合いに出したが、西ウクライナ人民共和国に関しては、これは何の意味もなさなかった。フランスはドイツの復活を防ぐために、ドイツの東国境にポーランド国家を創設しようと考えた。パリ講和会議に出席したハリチナのウクライナ人は、ポーランドとの紛争に対して公正な解決を求めたが、この要求は無視された。ハリチナの石油に関心を示していたイギリスは、当初はウクライナを支持していた。しかし、デイヴィッド・ロイド・ジョージ(David Lloyd George)が選挙で敗北すると、イギリスはハリチナに対して関心を示さなくなった。1919年6月25日、戦勝国協商大使評議会は、「ボリシェヴィキの一団から国民を守る」ため、ハリチナの東部を占領するポーランドの権利を承認した。協商大使評議会は、ハリチナをポーランドに編入することには同意しなかったが、住民の権利の尊重とハリチナ東部における自治権の付与を条件に、ハリチナの統治権を認めた。ドイツもまた、ウィルソンの唱えた原則が「自分たちには当てはまらない」ことを即座に悟った。ポーランド当局は、ウクライナ人の利益を無視してハリチナを自国の領土に編入した。しかし、国際世論を考慮する形で、ポーランドは「ウクライナ人やその他の少数民族の権利を尊重する用意がある」と宣言し、この義務は憲法によって正式に保証された。1923年、ポーランド政府がこの地域に自治権を与え、行政機関においてウクライナ語を導入し、ウクライナ人のための大学を開設する趣旨を再度確約したのち、協商大使評議会は、ハリチナ東部に対するポーランドの主権を認めた。これはウクライナ人の誇りを傷付けるものであった。ポーランド政府は西ウクライナ人民共和国の利益を認めず、その一方で、ソ連との戦争に役立つ可能性のあるセメン・ペトリューラ(Семен Петлюра)が指導者を務めていた「ウクライナ人民共和国」(Українська Народня Республіка)の政府を支持した。1924年、政府においてウクライナ語の使用は法律で禁止された。ウクライナにおける学校はポーランド人のための学校に変えられ、ウクライナ人はリヴィウ大学への入学を許可されなかった。

## 組織
1920年8月3日に創設・結成されたウクライナ軍事組織は、イェヴヘーン・コノヴァーレツが運営委員会を統率し、1922年にはベルリンに組織を移転した。彼らの活動は、ポーランドの政府要人に対するテロリズム、将来の民族解放革命の利益のための妨害活動、偵察、破壊活動、国民国家・ウクライナの復活に向けたプロパガンダ、民族の融和であった。
組織においては、人事部、諜報部、戦闘部、宣伝政治部が創設された。ウクライナ人民共和国陸軍の「ソートニク」（Сотник, 「百人隊長」）、オスィップ・オレクスィーヨヴィチ・ドゥミンは諜報部門に就いていた。1923年以降はユリアン・ミコライヨヴィチ・ホロヴィンスキーが、1930年以降はリハルド・ヤリーが就いた。
ウクライナ軍事組織の構成員たちは、組織の司令官と厳格な軍事規則に従った。1922年の終わりまでに、ハリチナに13の支部が設立され、これらは郡や地方の下部組織に分けられた。
コノヴァーレツがベルリンに向かったのち、アンドリイ・アタナソヴィチ・メルヌィクがウクライナ軍事組織の支部を統率することになった。メルヌィクは、リヴィウにおけるギリシア・カトリック教区の大司教であったアンドレイ・シェプティツキーと良好な関係を築いた。
1923年1月中旬、会議のため、プラハに集まったウクライナ軍事組織の5つの下部組織の代表者は、「ウクライナ軍事同盟」(Український Військовий Союз)の創設を発表し、外国に亡命中のウクライナ人の兵士を団結させるために努力する単一の国家組織である趣旨を宣言した。1926年11月、ウクライナ人民共和国軍の元兵士たちによる組織連合が結成された。ドイツ、フランス、ポーランド、ブルガリア、チェコスロヴァキア、ひいてはアメリカとカナダでも同様の組織が設立された。

## 活動
この組織団体は、本質的には軍事組織であり、反ポーランドの蜂起に向けて、退役軍人やチェコスロヴァキアで抑留されたウクライナ人民共和国と西ウクライナ人民共和国の軍人の秘密訓練をハリチナにて実施し、ポーランド国家の不安定化を目的としたテロリズムにも関与した。ウクライナ軍事組織は西ウクライナの政党から資金援助を受け、亡命中のウクライナ人民共和国および西ウクライナ人民共和国政府との関係を維持した。1923年、協商大使評議会が東ハリチナに対するポーランドの主権を認めると、ウクライナ軍事組織の構成員の多くは組織から脱退した。これにより、この組織は財政的基盤を失い、新たな資金源を探すことを余儀なくされた。ウクライナ軍事組織の支部が設立された西側諸国（ポーランドとチェコスロヴァキア）における階級における矛盾の悪化も、反社会主義勢力と反共主義勢力の強化に繋がった。目標と目的の統一により、ウクライナ民族主義者と多くの国々の資本主義政党や政府との協力が促進され、広範な財政支援を受ける機会を得られた。緊急の「勧告」と高等教育機関からの資金援助を受けて、リヴィウでは月刊雑誌『文学科学紀要』の発行が再開された。ドミートロ・イワーノヴィチ・ドンツォフが同誌の編集長に任命され、コノヴァーレツ自身も編集委員の一人になった。この2年後、ウクライナ軍事組織からの資金援助を受けて、新聞『Наш час』（『我々の時代』）がリヴィウで創刊された。
1921年7月、リヴィウに到着したコノヴァーレツは、ウクライナ軍事組織の機関を再組織した。コノヴァーレツはペトリューラの命令とポーランド当局からの承認を得て、ソ連邦ウクライナ共和国の領土への侵攻に向けて軍隊の準備を始めた。コノヴァーレツがリヴィウに到着するまでに、セメン・ペトリューラ率いるウクライナ人民共和国の亡命政府は、「ボリシェヴィキに対する全国的な蜂起」を組織する目的で、ソ連邦ウクライナ共和国の領土に侵攻する準備を進めていた。「反乱軍本部」はユーリイ・ヨスィポヴィチ・テュテョニクが率いていた。コノヴァーレツはテュテョニクに対し、人的資源やロマン・キリロヴィチ・スシュコが率いるウクライナ軍事組織の偵察部門がすでに入手可能であったソ連の領土の状況に関する諜報情報の提供を申し出た。「反乱軍本部」は二つの部隊を形成し、そのうちの1つは、ミハイロ・ダニロヴィチ・スィドレンスキーによる指揮のもと、880名を数え、10月27日から28日の夜にかけてズブルフ川を渡り、テルノーピリの北からソ連邦ウクライナ共和国の領土に侵入した。ヴォロディミル・アナニーヨヴィチ・ヤンチェンコの指揮下にある990人を擁する第二部隊はリウネ方面から侵攻した。ポーランドとフランスは、ペトリューラとテュテョニクに対して「反乱が成功した暁には正規軍をウクライナに派遣する用意がある」と保証した。しかし、この蜂起はソ連軍に鎮圧された。
ソ連は、1921年3月にウクライナとポーランドの間で締結された平和条約の条項を引き合いに出しつつ、ポーランドに強く抗議した。ポーランド当局は、セメン・ペトリューラによるソ連邦ウクライナ共和国に対する敵対的な活動への支援を拒否した。その後まもなく、ペトリューラはポーランドを離れ、パリに移住した。1926年5月、ペトリューラはサムイル・イサーコヴィチ・シュワルツボルトに射殺された。ペトリューラは、内戦中のウクライナに住んでいたユダヤ人に対する虐殺について責任を負っていた。パリの陪審は、シュワルツボルトに無罪判決を下した。
歴史家のオレスト・ミロスラーヴォヴィチ・スブテルヌイは、「コノヴァーレツは、とくにポーランドにとっての敵国であるドイツとリトアニアとの接触を確立し、金銭および政治的支援を求めた」と書いた。1922年の春、コノヴァーレツはベルリンに向かい、ドイツの防諜機関である「アプヴェーア」(Abwehr)のフリードリッヒ・ゲンプと会談した。コノヴァーレツは「ウクライナ軍事組織が諜報活動で収集した情報について、ドイツの諜報機関に全て教える」との契約を書面で交わした。これと引き換えに、アプヴェーアはウクライナ軍事組織に対し、毎月9000ライヒスマルク(Reichsmark)を報酬として送った。アプヴェーアからの要請に伴い、ウクライナ軍事組織は活動の拠点をウクライナの西部に移した。
アンドレイ・シェプティツキーはコノヴァーレツに対し、ドイツに細心の注意を払いつつ、ドイツとの接触を求めるよう助言した。アプヴェーアとの連絡の確立に貢献したリハルド・ヤリーは局長補佐官となった。ウクライナ社会および「西側の民主主義諸国」からの支持を失っていたことで、コノヴァーレツはヴェルサイユ体制を変えようとしていた西ヨーロッパ唯一の国にしてポーランドの敵国でもあったドイツに支援を求めることにした。アドルフ・ヒトラー(Adolf Hilter)が権力を掌握する前の話であった。1922年、コノヴァーレツはドイツからの援助を受けることを決定した。当時のドイツは、ハリチナにて、軍事諜報活動、破壊活動、妨害行為を行っていたウクライナ軍事組織との接触に対して興味を持っていた。
1925年の時点で、ウクライナ軍事組織の諜報活動の拠点はダンツィヒにあった。ドイツの秘密警察はコノヴァーレツに対し、バルカン半島、小協商（1921年、チェコスロヴァキア、ユーゴスラヴィア、ルーマニアの間で結ばれた同盟）、スイス、ポーランド、バルト三国の秘密警察に所属するウクライナ軍事組織の構成員の数を拡大させるように、との指示を出した。1928年、ウクライナ軍事組織とドイツの諜報機関との関係を示す証拠を入手したポーランド当局の抗議により、ウクライナ軍事組織に対する資金提供は数年間停止されることになった。1922年から1928年にかけて、ウクライナ軍事組織は200万マルク以上のお金を受け取った。
オレスト・ミロスラーヴォヴィチ・スブテルヌイによれば、ウクライナ軍事組織組織の会員数について「約2000人はいた」という。また、「ウクライナの東部と西部、双方のウクライナ亡命政府と繋がっており、西ウクライナの政党から秘密裏に資金援助を受けていた」という。

### テロリズム

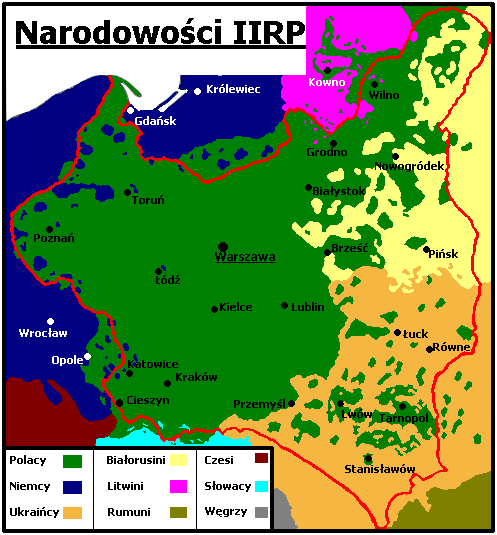
ポーランド第二共和国に住んでいた民族の構成図。ウクライナ人はオレンジ色

1921年の時点で、ポーランドの人口2700万人のうち、約3分の1はウクライナ人、ユダヤ人、ドイツ人、ベラルーシ人、それ以外の民族で構成されていた。ウクライナ人は約500万人であり、全体の15%であった。ウクライナ人の多くは、オーストリア＝ハンガリー帝国の領土である東ハリチナか、「東小ポーランド」（ポーランド人がこのように呼んでいた地域）に住んでいた。これらのハリチナ・ウクライナ人はギリシア・カトリック教会の信者であった。1919年6月25日、戦勝国協商大使評議会は、「ボリシェヴィキの一団から国民を守る」ため、ハリチナの東部を占領するポーランドの権利を承認した。協商大使評議会は、ハリチナをポーランドに編入することには同意しなかったが、住民の権利の尊重とハリチナ東部における自治権の付与を条件に、ハリチナの統治権を認めた。1919年から1923年にかけて、ウクライナ人はポーランド国家の承認を拒否した。急進的なウクライナ人は、1921年の国勢調査と1922年の下院議会選挙を妨害し、ポーランド人や組織団体に対して破壊活動やテロリズムを決行した。
コノヴァーレツは、自分たちの現在の任務について、以下のように述べた。「ポーランドが我が祖国と講和条約を結んだ今、我々は、ポーランドとの闘争の旗を掲げざるを得ない状況にある。戦わなければ、我々は祖国のみならず、捕虜収容所においても影響力を失うことになる。捕虜収容所にいる我々の仲間たちの一人一人が、ピウスツキによる東ハリチナとヴォルィーニの占領に対する復讐の炎を燃やしている。しかし、ボリシェヴィキは依然として我々の不倶戴天の敵である。ポーランド人がそれを強要してくる限り、我々はポーランド人に立ち向かわねばならない」
1923年3月14日、ハリチナがポーランドに併合されることが決まると、ウクライナ軍事組織は混乱状態に陥った。西ウクライナはポーランドに、トランスカルパティア（ザカルパッチャ州）はチェコスロヴァキアに、ブコヴィナ地方はルーマニアの占領下に置かれた。
ウクライナ軍事組織は、ポーランドに対してテロリズムや妨害行為、破壊行為に訴えた。1922年の夏から秋にかけて、彼らはポーランドの地主の不動産や農場に対して2300件の放火に関与した。彼らは、暴力とテロリズムについて、それ自体が目的であるとは考えていなかったが、この手段を通じて民族解放闘争を展開している、と確信していた。テロリズムの目的は、ウクライナ人に抵抗の可能性を確信させ、ウクライナ社会を「絶え間ない革命の騒乱」または「永続的な革命」の状態に保つことであった。ポーランドに対するウクライナ軍事組織のテロリズムは、妨害行為（放火、電話や電信通信の損害）、組織的爆破行為、財産の「収用」、政治家の暗殺であった。ポーランド当局は、これらのテロリズムについて、ウクライナ軍事組織だけでなく、西ウクライナ共産党の党員たちも非難した。西ウクライナ共産党は、1938年にヨシフ・スターリン(Иосиф Сталин)の命令で解散させられた。
これらのテロリズムに対して、ポーランドは、昨日の「友人」であるペトリューラとコノヴァーレツ、その共犯者の仕業である、と確信し、報復手段に出た。1922年末、平和主義的な抗議運動の最中、ポーランド警察は、これに参加したウクライナ人・約二万人を拘束した。ポーランドがウクライナに対して実行した組織的且つ絶え間ない逮捕により、ウクライナ軍事組織は機能不全状態に陥った。組織の諜報部隊はかろうじて生き残った。
1922年10月14日、スィディル・アントーノヴィチ・トウェルドフリブが、ウクライナ軍事組織の過激派の手で撃たれた。トウェルドフリブはこの翌日に死亡した。
1921年9月25日、ステパン・フェダクはユゼフ・ピウスツキの暗殺を試みるも、未遂に終わった。この暗殺を監督したのはイェヴヘーン・コノヴァーレツであった。1921年9月25日、ピウスツキはリヴィウに到着した。この日の午後9時、ピウスツキとカジミェシュ・グラボウスキーが車に乗り込んだとき、群衆の中に紛れ込んでいたステパン・フェダクが二発の銃弾を発砲した。リヴィウ郡知事のカジミェシュ・グラボフスキが被弾し、負傷した。銃弾はグラボウスキーに命中したが、ピウスツキには当たらず、無傷であった。ウクライナ軍事組織によれば、グラボフスキとピウスツキは、1920年4月22日にペトリューラと締結した協定に違反したのだ、という（ポーランドとソ連の戦争開始前夜の1920年4月22日の夜、ポーランドにて秘密協定が結ばれた）。このテロリズムを受けて、ポーランド当局はウクライナ軍事組織に対して宣戦布告した。組織は本部をベルリンに移さなければならなくなり、コノヴァーレツもポーランドを出国した。1924年9月5日、スタニスワフ・ヴォイチェホフスキが暗殺されかけるが、これは失敗に終わった。1926年10月19日には、リヴィウ学区の教育長、スタニスワフ・ソビンスキが射殺された。
ポーランド当局は、ウクライナ人の利益を無視してハリチナを自国の領土に編入した。しかし、国際世論を考慮する形で、ポーランドは「ウクライナ人やその他の少数民族の権利を尊重する用意がある」と宣言し、この義務は憲法によって正式に保証された。1923年、ポーランド政府がこの地域に自治権を与え、行政機関においてウクライナ語を導入し、ウクライナ人のための大学を開設する趣旨を再度確約すると、協商大使評議会は、ハリチナ東部に対するポーランドの主権を認めた。ハリチナがポーランドに併合されることが決まると、ウクライナ軍事組織は混乱状態に陥った。
1923年の夏、コノヴァーレツはハリチナの組織の幹部をプラハに集めて会議を開き、国際情勢について報告した。コノヴァーレツによれば、ベルリンに滞在中、独立国家ウクライナの樹立を目指す民族主義者を支援するため、ドイツ政府の関係者およびドイツ陸軍参謀本部と協定を結んだという。ドイツ軍の将軍によれば、ヴェルサイユ条約の重荷を下ろすため、来たるべき戦争の準備をしており、近い将来、ソ連とポーランドに対して侵攻する計画を立てている趣旨を知らされた。コノヴァーレツは、ソ連とポーランドへの侵攻を実行する唯一の国としてドイツに重点を置く必要性について問題提起した。コノヴァーレツは、「ドイツは、ウクライナの民族主義者が敵国との戦いで積極的に協力してくれるのであれば、ウクライナの民族主義者を喜んで支援しよう、と約束してくれた」と結論付けた。ウクライナ軍事組織の全兵力をドイツ軍の司令部とドイツの諜報機関に委ねることを約束し、その指導のもと、ウクライナ民族主義者の地下組織の活動が実行されることになった。諜報員、テロリスト、破壊工作員を育成するため、ウクライナの民族主義者を訓練するための特別な制度が導入された。1923年、ミュンヘンにて、アブヴェーアの諜報講座が導入された。1928年には、ドイツの諜報機関に有利な破壊活動に従事するウクライナ民族主義者を訓練するための本部がグダニスクに創設された。1923年の初冬にダンツィヒで開かれたウクライナ軍事組織の会議で、委員会をベルリンに、地域支部をリヴィウに一時的に設置することが決まった。同時に、ウクライナ軍事組織と西ウクライナ人民共和国の前指導部との繋がりは止まった。
ハリチナがポーランドに併合される話が決まると、西ウクライナ人民共和国政府は、その国際的地位を失った。 西ウクライナ人民共和国の指導者、イェヴヘーン・オメリャーノヴィチ・ペトルーシェヴィチは、ソ連邦ウクライナ共和国からの資金援助を頼りに、ポーランドとの戦争を継続したいと考えていた。ソ連当局はペトルーシェヴィチに対して援助を約束したが、ペトルーシェヴィチがソ連に従属すること、コノヴァーレツを組織の指導部から外すことを条件とした。これはウクライナ軍事組織の内部危機に繋がり、その危機は2年に亘って続いた。最終的に、ペトルーシェヴィチの支持者であったウクライナ・ハリチナ軍の元将校は、ウクライナ軍事組織から追放された。1926年5月14日、オスィップ・オレクスィーヨヴィチ・ドゥミンらが「西ウクライナ人民革命組織」を結成した。ウクライナ国家の独立を目指す目的で結成されたが、1929年に活動を停止した。
1923年以降、ウクライナ軍事組織とリトアニアの間で協力関係が確立されるようになる。協力関係の構築の仕掛け人は、1920年から1921年にかけてリトアニアの外務大臣を務めたユオザス・プリツキスであった。リトアニアとポーランドは1926年まで戦争状態にあり、1938年になってから外交関係が確立された。リトアニアの政治家は、ウクライナ軍事組織と協力すれば、ヴィリニュス地方の自国への復帰が早まるだろう、と信じていた。リトアニア政府が出した公式声明の中で、彼らは西ウクライナの独立を繰り返し強調した。リトアニアは、ロシア帝国からの独立を宣言したのち、ヴィリニュス地方は自国の領土である趣旨を主張した。これに対し、ポーランドは、ポーランド語話者の住民の自決権を主張した。その後、戦間期を通じて、ヴィリニュス地方における主権はポーランドとリトアニアの間における領土問題として争われた（→ヴィリニュス問題）。
1925年以来、カウナスにはウクライナ軍事組織の常駐施設があり、「Левника」（「レヴニカ」）との暗号名を使っていた。リトアニアでは、民族主義雑誌『スルマ』や、反ポーランド、反ソ連の内容を含む小冊子が発行された。ウクライナ軍事組織の過激派は、リトアニアが発行した文書を隠して活動し（コノヴァーレツもリトアニアの旅券を持っていた）、ポーランド軍に関する情報をリトアニア軍の司令部に提供した。1925年、ダンツィヒにいたコノヴァーレツの仲間は、ポーランド海軍の配備に関する情報をリトアニアに提供し、リトアニアがドイツから購入した潜水艦二隻のリトアニアへの輸送を手伝った。1926年、リトアニア軍は、ウクライナ軍事組織からポーランドとリトアニアの国境に軍隊を配備する情報を受け取った。この情報により、ポーランドがリトアニアに軍事侵攻する計画が明らかになった。同時に、コノヴァーレツはイギリスとドイツにポーランドの腹積もりについて伝え、軍事衝突は回避された。リトアニアにおけるコノヴァーレツの代理人はオスィップ・レビュークであった。彼はリトアニアの外務省と連絡を取り続け、リトアニア当局とウクライナ軍事組織の仲介人としての役割を果たした。彼はリトアニア政府から3ヵ月毎に約2000ドルを受け取った。
1924年から1925年にかけて、ウクライナ軍事組織の地域委員会は、「ポーランドの財産の収用」を強化した。「収用」を実行するにあたり、ユリアン・ミコライヨヴィチ・ホロヴィンスキーは「飛行旅団」を創設し、郵便馬車、郵便局、銀行を攻撃し始めた。1925年4月28日、リヴィウにある郵便局が襲撃され、当時としては巨額の10万ズウォティが過激派の手に渡った。ポーランド警察が「飛行旅団」の取り締まりに成功したのは、1925年末のことであった。1928年11月1日、西ウクライナ人民共和国創設10周年を記念する集会の群衆に紛れて、ウクライナ軍事組織の過激派が警察に発砲し、騒ぎが起こった。11月1日から11月2日の夜にかけて、ポーランドにある記念碑「リヴィウの擁護者」の近くで爆弾が爆発した。1928年12月、ウクライナ軍事組織は、ポーランドの新聞『スロボ・ポルスケ』の編集局で爆弾テロを組織した。彼らは1929年の春に開催された展覧会「タルヒ・フスホードニ」(Тарги Всходне)でも爆弾を起爆させた。

## 民族主義組織

ウクライナ民族主義者組織の紋章

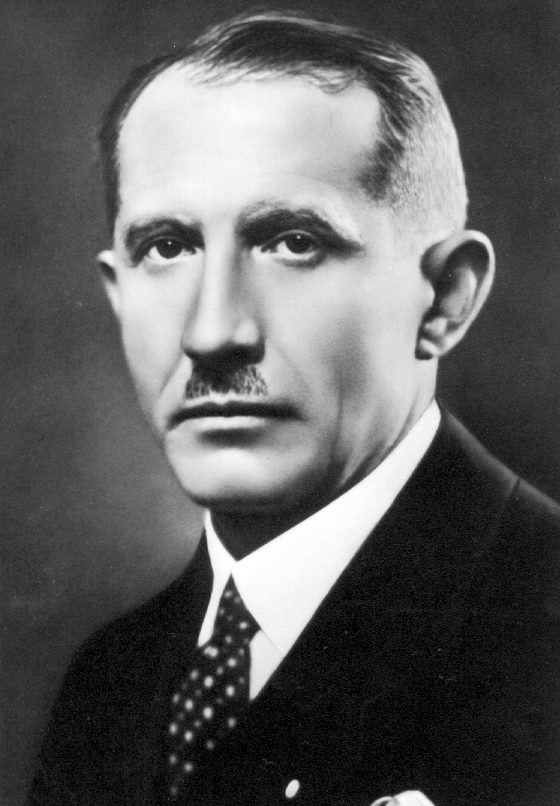
イェヴヘーン・コノヴァーレツ

1922年、ウクライナ民族青年団が結成された。1925年11月、チェコスロヴァキアで開かれた会議にて、ウクライナ民族主義者組織連盟の結成が発表された。ミコラ・オレストヴィチ・スチボルスキーがこの結成に関わった。他に、ウクライナ民族主義青年同盟、ウクライナ民族同盟、「ウクライナ解放朋友同盟」(Об’єднання друзів звільнення України)も結成された。
コノヴァーレツは1928年にカナダを訪問し、ウクライナ軍事組織の支部が設立された。コノヴァーレツは、ポーランド、チェコスロヴァキア、ルーマニア、リトアニア、アメリカ、カナダにいる組織の代表者とも連絡を取り合った。
コノヴァーレツはアンドレイ・シェプティツキーに宛てた手紙の中で、「ドイツの友人たちは、ウクライナ民族主義者組織が謀略的なテロ組織である限り、ウクライナの大義のための広範な政治的行動について考えるのは無意味である、と教えてくれている。テロリズムは目的ではなく、あくまで手段でなければならない。成功すれば大衆の服従を促せるが、失敗すればそれもままならなくなる。大衆は政治の主体ではなく、あらゆる手段で屈従させねばならぬ対象であり、屈従した大衆は手中に収められ、自らの政治目的のために利用されなければならない」「ドイツほど、この問題の解決に関心を持っている国はなく、ドイツを除いて、この問題を解決できる国家はない」「ウクライナ問題全体の解決のために戦っている我が組織は、ドイツ側の政治的要因と調和して行動し、ドイツの政策を模倣する必要がある」と書き残している。
イェヴヘーン・コノヴァーレツとその仲間たちの目的は、外国に亡命中のウクライナ人の民族主義勢力を団結させ、共通の敵であるソ連と戦うことにあった。1929年1月28日から2月3日にかけて、第一回ウクライナ民族主義者国際会議がオーストリアで開催され、コノヴァーレツがこの組織の議長に選出された。ウクライナ人の民族主義者による共同統一組織が結成され、「ウクライナ軍事組織」は「ウクライナ民族主義者組織」(Організація Українських Націоналістів)に合併された。独立組織であったウクライナ軍事組織は、名目上は自律的な軍事関連機関であり、ウクライナ民族主義者組織の一部門として再編成される形となった。1929年、ウクライナ民族主義者組織は、ウクライナの国内外に存在する民族主義組織とウクライナ軍事組織とを統合し、ウクライナを占領する外国に対する地下闘争を開始した。1929年に発刊されたウクライナ軍事組織の小冊子には「テロリズムは自衛手段であるだけでなく、扇動の一形態でもあり、望むか否かに関係なく、敵味方の双方に等しく影響を与えるだろう」と記述されている。
ウクライナ民族主義者組織による会議では、「活動について、特定の領土のみに限定するのではなく、ウクライナの全地域およびウクライナ人が住む土地を占領するよう努める。『ウクライナ国家の主権政策』を追求し、ウクライナの全政党および階級集団に反対する」と宣言された。軍事政策の分野においては、ウクライナ民族主義者組織は「権利のために、粘り強く精力的に戦う準備ができている武装した人民による軍事力こそが、ウクライナを侵略者から解放し、ウクライナ国家の樹立を可能にできるのだ」と考えていた。
1929年以降、ウクライナ民族主義者組織は、ポーランド、チェコスロヴァキア、ルーマニアにて、ドイツの諜報機関と協力し、活動していた。アドルフ・ヒトラーがドイツの宰相に就任し、権力を掌握すると、ドイツの諜報機関との協力関係はさらに強化された。1930年代初頭、コノヴァーレツはヒトラーと二度対面している。一度目は1931年、二度目は1932年9月であり、いずれもヒトラーが権力を掌握する前のことであった。ヒトラーは、コノヴァーレツの仲間に対し、ライプツィヒにあるナチス党訓練所で講座を受講してはどうか、と勧めた。1931年にコノヴァーレツがヒトラーと会談した際、ウクライナ民族主義者組織の活動について、ヒトラーは「ソ連に対してのみ実行し、ポーランドに対する攻撃を止めてくれるなら、あらゆる支援を実施する」と約束した。

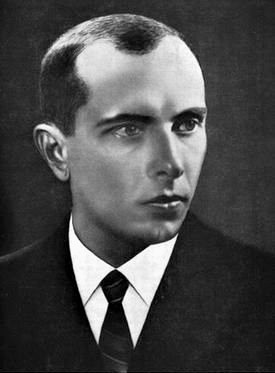
ステパン・バンデーラ

1932年11月30日、ウクライナ民族主義者組織の一部の構成員が、ホロドク (当時はポーランド領グルデク・ヤギェロンスキ) にある郵便局にて強盗事件を起こした。この強盗事件では、襲撃犯二名を含めて、計四名が犠牲となった。地域委員会の指導者、ボフダン＝イワン・コールデュクはこの事件の責任を取る形で役職を解任された。ステパン・アンドリーヨヴィチ・バンデーラ(Степан Андрійович Бандера)がウクライナ民族主義者組織の指導者に就任すると、彼らの軍事行動の性質は変化した。「収用」は止まり、ポーランド政府の要人、地元の共産主義者、左翼および親ソ連派の人物、ソ連の外交官に対する懲罰の意味を込めた行動とテロリズム攻撃に重点が置かれるようになった。バンデーラは、「『収用』は労力の無駄遣いであり、ポーランド警察は強盗行為を非難することにより、ウクライナ民族主義者組織の信用を毀損する機会を与えてしまっている」という事実を考慮し、収用行為の放棄を決定した。
1933年10月21日、リヴィウのソ連総領事館で働いていた書記官（その正体はソ連の諜報員であった）、アンドレイ・マイロフが、ウクライナ民族主義者組織の構成員の一人、ミコラ・セメノヴィチ・レミックの手で暗殺された。レミックはマイロフに二発の銃弾を浴びせて殺害した。1933年6月3日から6月6日にかけて、ウクライナ民族主義者組織の会議がベルリンで開催された。この会議で、ステパン・バンデーラが組織の地域執行部の指導者に選出されるとともに、リヴィウのソ連の外交官を暗殺する決定が下された。暗殺を完了したミコラ・レミックは、無抵抗の状態でポーランド警察に逮捕された。1933年10月30日、レミックはリヴィウ地方裁判所で死刑判決を受けるも、のちに終身刑に変更された。当時のポーランドの法律では、20歳未満の者に対しては死刑を宣告できなかった。1939年9月、ナチス・ドイツがポーランドに侵攻し、それに伴って生じた混乱に乗じてレミックは脱走した。のちに彼はゲシュタポに逮捕され、1941年10月に射殺された。
ソ連の外交官の暗殺の動機となったのは、1932年から1933年にかけて、ウクライナ全土を襲った大規模な飢餓「ホロドモール」(Голодомор)に対し、世界が関心を示さなかったことが大きい。アンドレイ・マイロフ暗殺事件は、この飢餓に対する象徴的な報復行為として注目され、ソ連とポーランドの間の緊張状態の高まりに繋がった。ステパン・バンデーラは「ボリシェヴィズムは、ウクライナ国家を破壊し、ウクライナ国民を奴隷化する制度であり、ウクライナ民族主義者組織はボリシェヴィズムと戦っているのだ」と語った。
1934年1月26日、ドイツとポーランドは条約を結んだ。この条約の締結後、ウクライナ民族主義者組織に対するドイツの支援は縮小された。コノヴァーレツはリトアニアの諜報機関との関係を強化することにした。リトアニア当局は、ウクライナ民族主義者組織に虚偽の書類（旅券や許可証）を提供した。1936年の諜報情報によれば、コノヴァーレツはルーマニアが占領していたブコヴィナ(Bukovina)に、反ソ連の破壊活動の拠点を設置しようとしたという。戦争が起こった場合、ウクライナ民族主義者組織は、ヨーロッパ諸国、ソ連、ポーランドにて、ウクライナ国民に蜂起を促す手筈であったという。ドイツとポーランドによる条約締結後、アプヴェーアはウクライナ民族主義者組織による反ポーランド活動を抑制し、その矛先を「ボリシェヴィズムに対して」向けるよう促した。1933年12月の時点で、コノヴァーレツはステパン・バンデーラに対し、「反ポーランド活動を止めるように」との指令を出していた。
1934年6月15日午後3時40分、ポーランドの内務大臣、ブロニスワフ・ピェラツキが銃で撃たれて殺された。ピェラツキ殺害の実行犯は、ウクライナ民族主義者組織の会員の一人、フルィホーリイ・マツェイコであった。ポーランドはハリチナを併合し、同化・統合するつもりであった。「ハリチナ」の名前は「東小ポーランド」に変更された。ステパン・バンデーラは、ブロニスワフ・ピェラツキの暗殺も主導した。1935年11月8日に始まった裁判では「ステパン・バンデーラはウクライナ民族主義者組織の地域指導者として、ピェラツキ大臣を殺すよう指令を下し、その暗殺計画全体を指揮した」ことが明らかになった。ブロニスワフ・ピェラツキの暗殺は、1933年4月末にベルリンで開催された特別会議の場で決定された。ステパン・バンデーラはポーランドの法廷で死刑を宣告されたが、のちに終身刑に減刑された。1939年、ポーランドに侵攻し、占領したドイツ軍により、バンデーラは刑務所から釈放された。ピエラツキーの暗殺は、ポーランドに、テロリストの政治亡命の禁止を含めたテロ行為に対する国際制裁を導入する提案を国際連盟で演説する理由を与えることになった。コノヴァーレツはポーランドにおけるテロ攻撃を禁止しようとしたが、すでに逮捕されたバンデーラの命令はしばらく機能し続けた。
1930年代、ウクライナ民族主義者組織は、60件を超える暗殺を組織した。ウクライナ民族主義者組織の構成員の中には、民族間の融和を主張するポーランド人やウクライナ人に対しても牙を剥く者がおり、民族同士の融和や妥協を主張したポーランドの政治家や一般のウクライナ人が、ウクライナ軍事組織の構成員の手で殺された。1931年8月にはタデウシュ・ホウフコが、1934年7月にはイワン・バビイが殺された。ポーランド当局はウクライナ人のテロリストたちを処刑した。
ウクライナにおける急進主義の台頭の原因については、ポーランドによるウクライナ人に対する差別、ソ連邦においてウクライナ人が辿った悲劇的な運命、合法的な闘争手段、身勝手な利益のためにウクライナ人を無視し、自らも危機に陥った「西側の民主主義国」に対する失望、これらすべての要因が重なり、急進的なウクライナ人は外部からの助けを待つのではなく、状況を打開するために過激な手段を採用するに至った。
アンドレイ・マイロフの暗殺事件を受けて、国家統合政治総局の議長、ヴャチェスラーフ・ルドルフォヴィチ・メンジンスキー(Вячеслав Рудольфович Менжинский)は、ウクライナ民族主義者の指導者を無力化する措置を命じた。

## その後
1938年5月23日、イェヴヘーン・コノヴァーレツは、内務人民委員部の秘密諜報員、パーヴェル・アナトーリエヴィチ・スドプラートフ(Павел Анатольевич Судоплатов)の手で暗殺された。スドプラートフは、ウクライナ民族主義者組織の一員を装い、ヨーロッパのさまざまな都市でウクライナ民族主義者組織の代表者と会った。スドプラートフは、コノヴァーレツとの信頼関係を徐々に築いていった。スドプラートフは「ウクライナ民族主義者組織の司令官を無力する」との任務を受けており、コノヴァーレツの殺害を実行に移した。スドプラートフは、チョコレートに目がないコノヴァーレツに、チョコレートが入った箱に偽装した爆弾を手渡した。この30分後、ロッテルダムの中心街で爆弾が起爆し、コノヴァーレツの身体は吹き飛んだ。
コノヴァーレツが殺されたのち、ウクライナ民族主義者組織の指導部は、「新たな戦いに備えよ」「クレムリンを恐れるな」と鼓舞したうえで、以下のような声明を発表した。
```
我々は今、諸君に次のことを訴えたい。我々の元を永久に去った偉大な男の指揮下で戦う名誉の持ち主であるという事実にふさわしい存在であれ。彼の意志を、その生き様と血によって神聖化されたものとするのだ。勝利に終わるか、破滅するか。これが諸君の心に刻まれる規範となるであろう！血に輝く伝統を脈々と引き継ぐのだ。指導者は墓の向こう側から、目的の高潔さと神聖さを守ってくれているのだ！彼の声が墓から聞こえてくる：この戦いが勝利となり、勝利が復讐とならんことを！我らが指導者、イェヴヘーン・コノヴァーレツに栄光あれ！主権ある統一国家ウクライナ万歳！ウクライナ民族革命万歳！ウクライナ民族主義者組織万歳！
[
29
]
```

1938年10月、アンドリイ・メルヌィクがウクライナ民族主義者組織の議長に就任した。
1940年2月、ウクライナ民族主義者組織は、メルヌィク派とバンデーラ派に分裂した。
1958年5月25日、ステパン・バンデーラはコノヴァーレツの墓の前で演説を行い、「ウクライナは、その地政学的な位置ゆえに、独自の軍隊と生存競争によってのみ、国家の独立を獲得し、維持できるのです」「解放闘争はまだ終わっていません」「敵は我々の指導者を殺害することにより、この運動を停めるだけでなく、完全に破壊できると考えた。しかしながら、ボリシェヴィキは、指導者は殺せても、ウクライナ民族主義者組織を解体し、その闘争を止めることには失敗した。その活力と強さの源は大衆であり、そこから民族解放闘争とその活動的要因が絶え間なく更新され、強化され続けるのです」と述べた。
1959年10月15日、ステパン・バンデーラは、КГБの諜報員、ボグダン・ニコラーエヴィチ・メンジンスキー(Богдан Николаевич Сташинский)の手で暗殺された。

## 資料
- ДО ПИТАННЯ ПРО ІДЕОЛОГІЮ ОРГАНІЗАЦІЇ УКРАЇНСЬКИХ НАЦІОНАЛІСТІВ (ОУН)

- політичний ТЕРОР І ТЕРОРИЗМ В УКРАЇНІ

- Национальная борьба в Западной Украине - краткий курс ОУН-УПА. Часть 2: 1914 - 1940

- Армия в подполье. Спецслужбы украинского сопротивления. 1920-1954 гг. Часть первая